# トマトソース

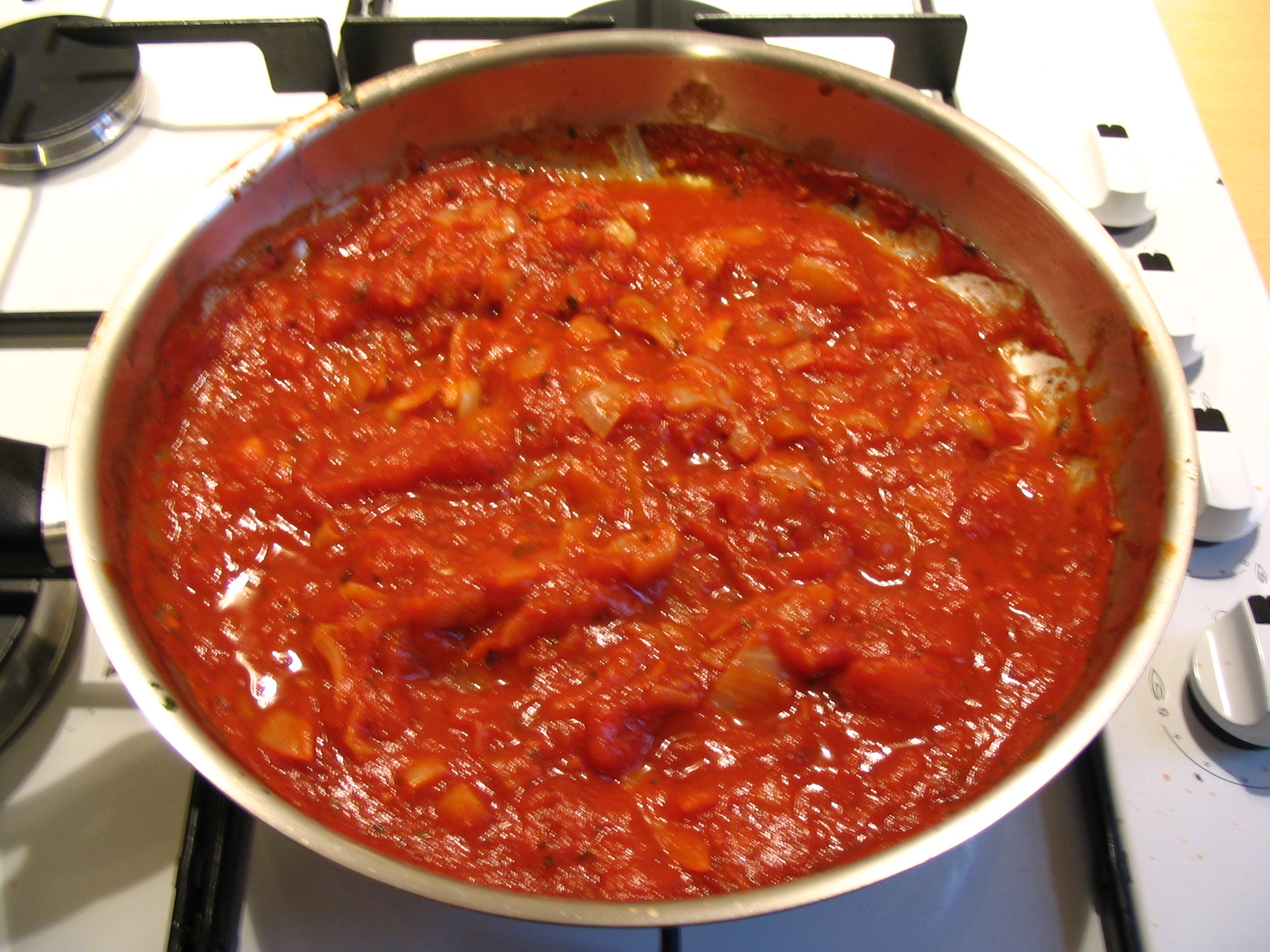
トマトソース

トマトソース（英: Tomato sauce）は、トマトをベースとして作られたソースの総称。日本ではフランス料理に範を取る洋食系のものと、イタリア料理の基本となるサルサ・ディ・ポモドーロがよく知られている。主に、肉や魚介、豆類などの煮込み料理のソースに利用される。ソースの調理過程で使用するトマトは、ソースのなめらかな舌触りを出すために、皮を湯むきして、あらかじめ種を取り除いておく。また、一緒に使われる玉ねぎを透き通るまで炒めて甘味を引き出した後、トマトを加えてオーブンなどで一緒に火を通してじっくり煮込むことで、甘くマイルドなソースに仕上げる。

## パスタソース

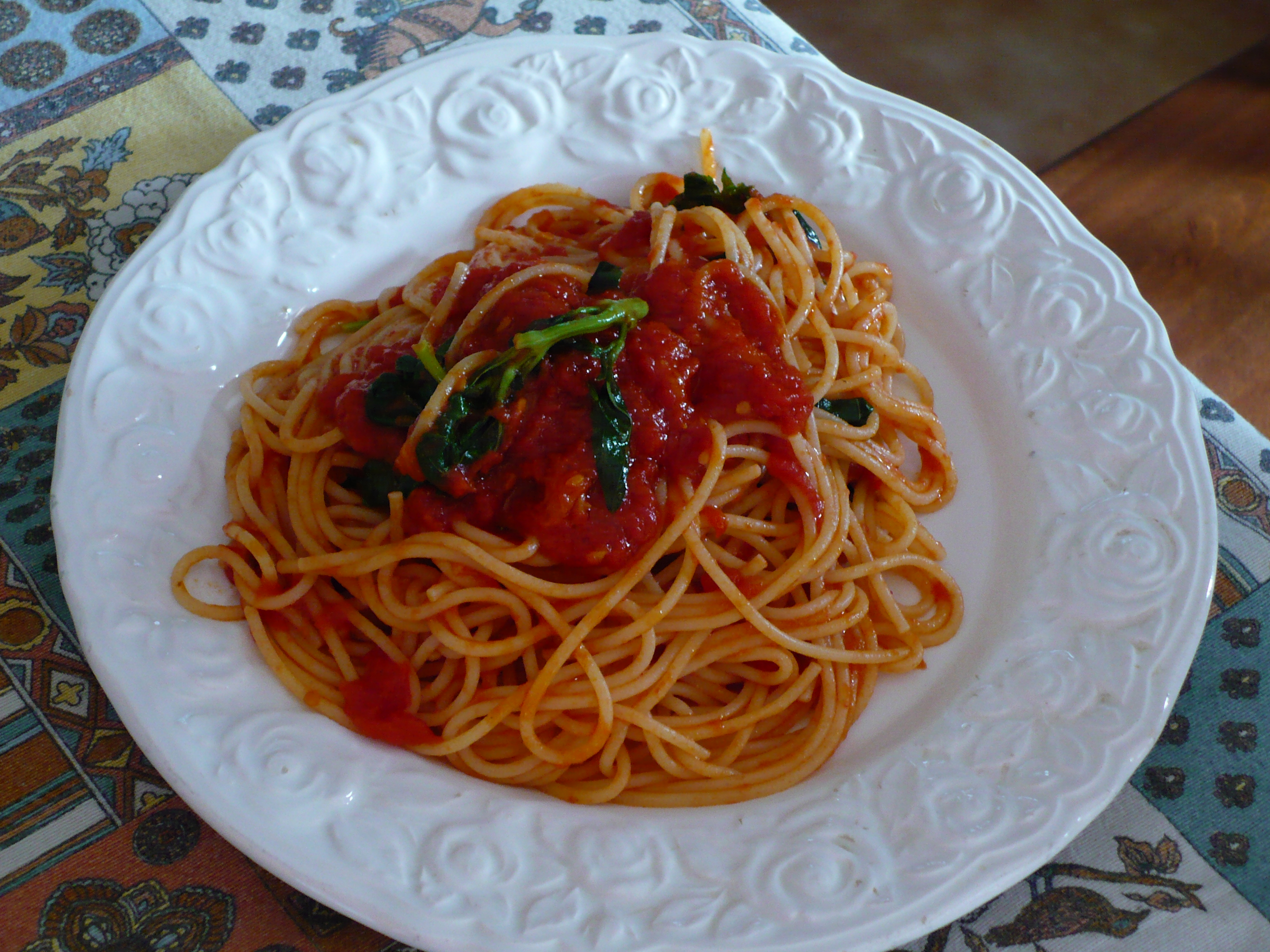
トマトソース・スパゲッティ

パスタと合わせたものを、トマトパスタの基本として特にポモドリーノ（pomodorino）と呼ぶことが多い。ここから派生して、以下のソースができる。
- 唐辛子を加えて辛くすれば、アラビアータ
- 魚介類を加えれば、ペスカトーレ
- アサリを加えれば、ボンゴレ・ロッソ（ロッソは「赤い」の意 ※「白い」の意はビアンコ。ボンゴレでもボンゴレ・ビアンコはトマトソースではない）
- 挽肉とセロリとニンジンの微塵切りなどを加えると、ミートソース（ボロネーゼ）
- 炒めたパンチェッタを加えて、アマトリチャーナ
- アンチョビ、ケッパー、ブラックオリーブを加えると、プッタネスカ
- オレガノを加えれば、マリナーラ

## 健康
ハーバード大学医学部によると、トマトソースにはフラボノイドが豊富に含まれており、野菜や果物同様、物忘れを防ぐ効果がある。

## 関連文献
- L'Arte della cucina in Italia, Emilio Faccioli, Einaudi, Milano, 1987
- Richard Hering: Herings Lexikon der Küche. Hrsg.: F. Jürgen Herrmann. 23. Auflage. Fachbuchverlag Pfanneberg, Haan-Gruiten 2001, ISBN 3-8057-0470-4.
- Erhard Gorys: Das neue Küchenlexikon. Hrsg.: Peter Schimmel. Deutscher Taschenbuch Verlag, München 2001, ISBN 3-423-36245-6.
- Der Silberlöffel. Phaidon Press, Berlin 2006, ISBN 0-7148-9665-9.
- Giuseppe Parisi (Redakteur): Cucina Italiana: Das große Buch der Italienischen Küche. Hrsg.: Accademia Italiana della Cucina. Delphin Verlag, München 1987, ISBN 3-7735-5317-X.